# Emil Spirea
Emil Spirea (n. 8 februarie 1969, București) este un fost fotbalist care a jucat pentru FC Brașov, Oțelul Galați și Laminorul Roman pe postul de fundaș. A fost jucător de generație cu Tibor Selymes, Ionel Pârvu, Laszlo Polgar, Alexandru Andrași, Iulian Chiriță, Dorel Purdea sau Marius Todericiu. La vârsta de 32 de ani s-a retras din activitate,și s-a stabilit în Târgoviște. A jucat peste 400 de meciuri pentru Oțelul Galați.
În sezonul 96-97 a fost premiat în direct la TVR pentru golul etapei.
În viitorul apropiat va prelua o echipă de juniori a unui club privat.

## Activitate
- FEPA Bârlad (1987-1989)
- FC Brașov (1989–1991)
- Politehnica Iași (1991-1994)
- Oțelul (1994–2001)
- Petrotub Roman (2001–2002)
- CF Brăila (2001-2003)